# Atalyja

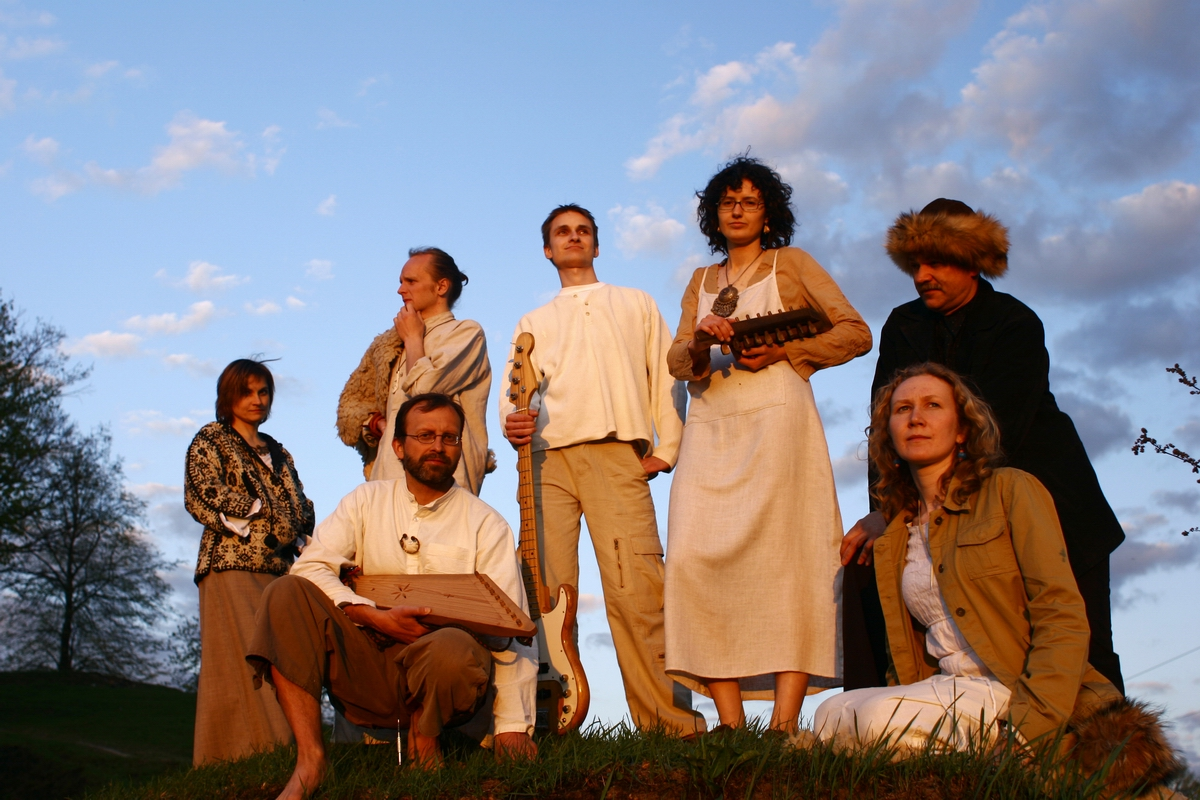
Atalyja

Atalyja je litevská folk-rocková, post folková a world music skupina, jež ve své tvorbě spojuje starobylý litevský folklor s prvky a výrazovými prostředky rocku, jazzu a indické hudby. Název kapely vychází z aukštaitského nářečí, v němž doslova znamená „přichází déšť“. Za dobu své desetileté existence si Atalyja získala přízeň u posluchačů různých věkových skupin. Skupina se snaží o popularizaci starobylého folkloru, jakož i přiblížení starodávných litevských lidových písní současnému posluchači. Nejpodstatnější část jejího repertoáru představují písně kalendářní, vojensko-historické, svatební a sutartinės (starobylé písně kanonického charakteru). Hudební výraz skupiny sahá od meditativní improvizace až k tvrdému kompozičnímu art rocku. Interpretům není cizí experimentování, přičemž tradiční lidové melodie propojují přímo s prvky jak klasického rocku, tak i metal rocku, blues rocku, progresivního rocku a indické klasické hudby.
Tvorba skupiny se vyznačuje profesionálně vytříbenými aranžemi, bohatou paletou témbrů, různorodou rytmikou a svébytnou polyfonií. Tradiční lidové nástroje (kanklės /strunný nástroj podobný citeře/, píšťaly, housle, dudy, brumle) jsou vynalézavě kombinovány s elektrickými a basovými kytarami, jakož i rockovými bicími. Některým písním dodávají svéráznou východní intonaci severoindické hudební nástroje: flétna bansuri (příčná bambusová flétna) a tabla (párový buben)

## Biografie skupiny
Litevská folk-rocková skupina Atalyja vznikla ve Vilniusu na podzim roku 1998, přičemž už na jaře roku 1999 debutovala v Kaunasu na post folk-rockovém festivalu „Suklegos“. Rok na to již bylo natočeno a vydáno debutní skupinové album „Atalyja“ (MC v roce 2000, CD v roce 2001 u hudebního nakladatelství Kūku records). Album se dočkalo mezinárodního ohlasu a zároveň bylo pozitivně hodnoceno na stránkách folk a world časopisů. V roce 2004 bylo vydáno druhé album s názvem „Močia“/ „Matka“ (© 2004 Atalyja, hudební nakladatelství Dangus), jež se vyznačuje živým, teplým zvukem [3]. Toto album je považováno za jedno z nejsolidnějších alb v litevské diskografii moderních folkových hudebních vydání. V roce 2008 vydala kapela minialbum „Žemaitiu ruoks“/ „Žemaitský rock“ sestávající ze sedmi skladeb. Jsou na něm tři původní písně, tři verze elektronických remixů a jedna medidativně instrumentální kompozice složená speciálně pro toto album. Na třetím albu „Saula riduolėla“/ „Koulelo se slunce“ (© 2009, hudební nakladatelství Dangus) se svébytně prolíná „tvrdá“ kompozice s improvizací a experimentem. Sluneční tematiku podtrhují nejen názvy některých písní a samotný název alba, nýbrž i jeho světlý, sluncem prodchnutý zvuk.
Skupina dosud koncertovala v Česku (2009), Lotyšsku (2002, 2009), Turecku (2008), Německu (2006), Polsku (2000, 2001, 2005, 2006, 2008, 2009), Estonsku (2002), taktéž účinkovala v rozhlasových a televizních pořadech. Je častým účastníkem litevských folklorních, postfolkových a neofolkových festivalů či městských a venkovských svátečních oslav. Pravidelně účinkuje na festivalech, jako jsou „Mėnuo Juodaragis“ / „Měsíční černorožec“, „Baltijos Garsas“ / „Zvuk Pobaltí“, „Suklegos“, Gyvosios archeologijos dienos“ / „Dny živoucí archeologie“, „Skamba skamba kankliai“ / „Znějí znějí kankliai“. Hudba této kapely zaznívá v různých uměleckých projektech, filmech či divadelních představeních.
V roce 2009 byla kapela v rámci udílení cen v oblasti litevské alternativní hudby A.LT (něco jako „litevští alternativní andělé“) vyhlášena etnoskupinou roku 2008. V roce 2009 prezentovala skupina své nové CD „Saula riduolėla“/ „Koulelo se slunce“ ve Vilniusu, Kaunasu, Minsku (vystoupení v hudebním pořadu běloruské ONT TV), Rize, Praze (v klubu Palác Akropolis), Olsztynku, Gdaňsku. Ve dnech 25.-26. prosince 2009 pak hostovala v Moskvě. (25.12. – v klubu „Masterskaya“ [8], 26.12. – v Kulturním centru Jurgise Baltrušaitise při Litevské ambasádě[9]).

## Členové
- Gedimina Statulevičienė – vokál
- Audronė Daraškevičienė – vokál
- Darutė Pilibavičienė – vokál, kanklės
- Ernest Jepifanov – bansuri, viola, dudy, brumle, píšťaly, vokál
- Rytis Ambrazevičius – vokál, kanklės, dudy, brumle
- Eirimas Velička – housle, kanklės, brumle, dudy, vokál
- Ugnius Keturka – elektrická kytara, akustická kytara
- Gediminas Žilys – basová kytara, kanklės, vokál
- Salvijus Žeimys – bicí

Hosté skupiny: Vytis Vainilaitis (bicí), Jotautas Baronas (bicí), Skirmantas Kunevičius (bicí), Bernardas Janauskas (tabla), Rytis Kamičaitis (tabla), Indrė Jurgelevičiūtė (vokál, flétna, kanklės)
Na tvorbě skupiny se podíleli: Gediminas Laurinavičius (bicí), Rasa Glinskytė (vokál), Gintaras Kaminskas (kytara), Indrė Umbrasaitė (vokál), Vitalij Logvinov (tabla), Algimantas Pauliukevičius (kytara)

## Diskografie
- „Atalyja“ (MC 2000)
- „Atalyja“ (CD 2001, Sutaras)
- „Močia“ (CD 2004, Dangus)
- „Žemaitiu ruoks“ EP (CD 2008, Dangus)
- „Saula riduolėla“ (CD 2009, Dangus)